# Cartierul Gării, Făgăraș
Gării este un cartier al Municipiului Făgăraș din județul Brașov, Transilvania, România.